# MetalFront Fest
El MetalFront Fest és un esdeveniment que se celebra en dos dies amb grups de música rock i heavy metal d'arreu del món. Es realitza a Erevan, Armènia. És l'únic festival d'aquest tipus a Armènia.
El 26 i 27 de novembre de 2008, Melechesh va encapçalar el "MetalFront Fest 2008" a Armènia.

## 2008
Novembre 26:
- Arkona
- Mordab
- Stryfe
- Empyray
- 5 GRS
- Scream Of Silence

Novembre 27:
- Melechesh
- Rossomahaar
- Sworn
- Dogma
- E.V.A
- Vaspooher
- Nairi